# Hamburg European Open 2022
Hamburg European Open 2022 este un turneu combinat de tenis masculin și feminin, jucat pe terenuri pe zgură în aer liber. Este cea de-a 116-a ediție a turneului masculin și cea de-a 20-a a turneului feminin. Se desfășoară la Am Rothenbaum din Hamburg, Germania, între 18 și 24 iulie 2022. Turneul este clasificat ca un turneu WTA 250 în Turul WTA 2022 și ca un turneu de nivel ATP 500 în Turul ATP 2022.

## Campioni

### Simplu masculin
Pentru mai multe informații consultați Hamburg European Open 2022 – Simplu masculin

### Simplu feminin
Pentru mai multe informații consultați Hamburg European Open 2022 – Simplu feminin

### Dublu masculin
Pentru mai multe informații consultați Hamburg European Open 2022 – Dublu masculin

### Dublu feminin
Pentru mai multe informații consultați Hamburg European Open 2022 – Dublu feminin

## Puncte și premii în bani

### Puncte
| Probă  | C   | F   | SF  | QF | R16 | R32 | Q   | Q2  | Q1  |
| Simplu | 500 | 300 | 180 | 90 | 45  | 0   | 20  | 10  | 0   |
| Dublu  | 500 | 300 | 180 | 90 | 0   | N/A | N/A | N/A | N/A |

### Premii în bani
| Probă  | C       | F       | SF      | QF      | R16     | R32     | Q2     | Q1     |
| Simplu | €96,035 | €71,000 | €50,600 | €34,500 | €21,730 | €12,650 | €5,850 | €3,100 |
| Dublu* | €33,180 | €24,970 | €17,960 | €11,820 | €7,450  | N/A     | N/A    | N/A    |

*per team